# Semjon Ljudvigovič Frank
Semjon Ljudvigovič Frank (rusky Семён Лю́двигович Франк; 16. lednajul./ 28. ledna 1877greg. v Moskvě – 10. prosince 1950 v Londýně) byl ruský filosof a náboženský myslitel židovského původu, bratr Michaila Franka, jehož syn Ilja Frank se stal nositelem Nobelovy ceny za fyziku.

## Život
Studoval na Právnické fakultě Moskevské univerzity, studia však nedokončil, protože byl poslán do vyhnanství za účast na studentských bouřích. Vzdělání si doplnil v zahraničí. Studoval v Berlíně a Heidelbergu sociologii a filozofii. Byl profesorem filozofie nejprve saratovské a posléze Moskevské univerzity. Roku 1922 byl společně s řadou jiných vědců a spisovetelů vyhnán ze Sovětského Ruska na takzvané lodi filozofů. Žil pak v Německu, Francii a Anglii. Jeho názory se vyvíjely od marxismu k idealismu, až nakonec dospěl ke křesťanské filozofii.

## České překlady
- FRANK, Semjon Ljudvigovič. Člověk a realita. Metafyzika lidského bytí (původním názvem: Реальность и человек. Метафизика человеческого бытия). Příprava vydání Pavel Ambros; překlad : Alan Černohous; ilustrace Jan Jemelka. 1. vyd. Olomouc: Refugium Velehrad-Roma, 2010. 420 s. (Studie ruského myšlení 30.). ISBN 978-80-7412-047-3.